# Birgit Ståhl-Nyberg
Birgit Elida Ståhl-Nyberg, född 27 november 1928 i Hammerdal, död 20 januari 1982 i Stockholm, var en svensk målare och tecknare.

## Biografi
Birgit Ståhl-Nyberg var dotter till målarmästaren Elov Ståhl och Ida Johnsson och från 1953 gift med Hendrik Nyberg samt mor till tecknaren Robert Nyberg och författaren Mikael Nyberg.
Birgit Ståhl-Nyberg studerade först vid Otte Skölds målarskola innan hon studerade målning för Lennart Rodhe vid Académie Libre 1951 och för Ragnar Sandberg vid Kungliga konsthögskolan 1952–1957. Hon tilldelades 1958 H Ahlbergs stipendium från Konstakademien. Tillsammans med sin man ställde hon ut i Hammerdal 1957 och separat ställde hon bland annat ut på Lilla Paviljongen och Galerie S:t Nikolaus i Stockholm samt i Skellefteå. Hon medverkade i Nationalmuseums utställning Unga tecknare, utställningen Fem målare som visades i Östersund samt utställningar arrangerade av Jämtlands läns konstförening och Östersunds konstklubb. Hennes konstform är inspirerad av Fernand Léger och har starka drag av socialrealism. Miljöerna är vardagsnära, ofta med tunnelbana och varuhus.
En stor triptyk, Vägen till frihet och bröd, finns i Museum Anna Nordlander i Skellefteå. Hon har bland annat utsmyckat Akalla tunnelbanestation. Hennes konst består av stilleben, porträtt, figurer, landskapsskildringar samt teckningar av barn. Ståhl-Nyberg är representerad på Norrköpings konstmuseum, Uppsala konstmuseum samt i Gustav VI Adolfs samling.
Birgit Ståhl-Nyberg är begravd på Hammerdals kyrkogård.